# Pintura Oriental

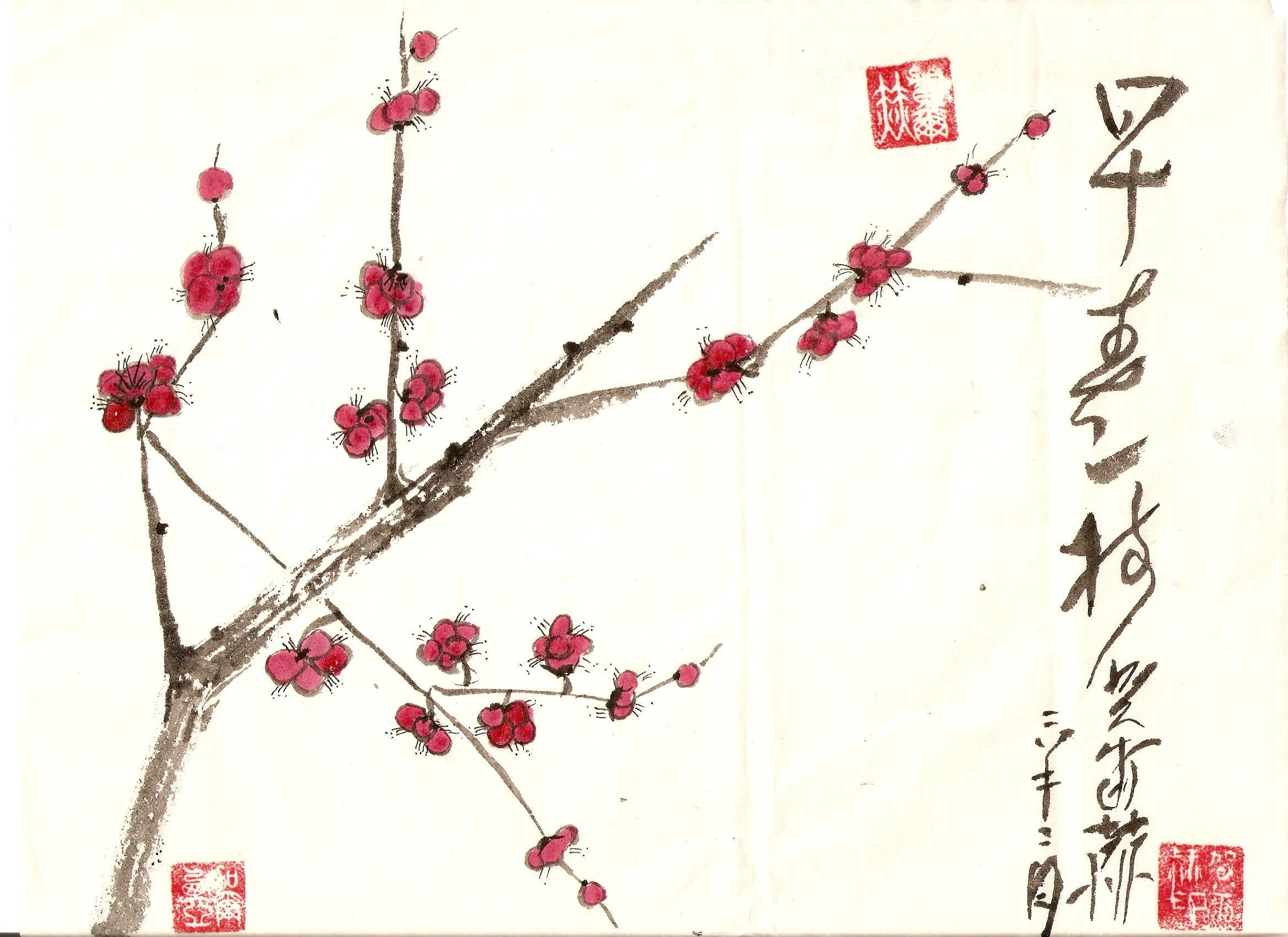
Pintura china en estilo Xieyi.

El término pintura oriental hace referencia a los estilos de pintura de los países de Extremo Oriente.

## Historia
La pintura oriental es un arte muy antiguo, nacido posiblemente antes de comenzar la historia, junto con el nacimiento del pincel, instrumento principal de esta forma de arte. Las primeras muestras se encuentran en los más diversos soportes, tales como hueso, piedra, madera... Las presentaciones van variando, desde tallas hasta pinturas rupestres. Al inventarse la caligrafía se forman enseguida combinaciones de ambas, y la caligrafía se hace más presente cuanto más avanza y se hace más sofisticada, llegando a formar una parte muy importante de la composición, especialmente en el estilo de Pincel Libre. 
Es muy habitual encontrar poemas, citas, expresiones, etc. en las pinturas, además de la firma del autor y el título del cuadro. También los sellos forman parte muy importante de la composición.
Poco a poco, se va añadiendo al valor puramente decorativo de la pintura una filosofía altamente compleja, casi religiosa, hasta el punto en que se le llega a unir uno de los conceptos más importantes de la cultura taoísta, el «Qi».

## Influencias
Gran parte de estos estilos se han visto influenciados por la pintura china, por lo que todos estos estilos muestran características similares. A este estilo también se le llama "Pintura con pincel Chino".
También, y es parte muy importante de esta, se ha visto muy influenciada por la caligrafía, puesto que no sólo tienen el mismo origen, sino que todos los tipos de trazo y de punto se observan en la caligrafía. 

## Estilos
En la pintura oriental se observan dos principales estilos:
- Pincel fino o «Gongbi», en chino. Es un estilo decorativo, un dibujo lineal y meticuloso que busca captar todos los detalles y hacer una reproducción lo más exacta posible. Es un estilo a la vez antiguo y nuevo, ya que apareció después que el estilo de pincel libre, pero este último es el que más se utiliza en China, el que está de moda, dejando al pincel fino de lado, como un estilo inferior. Sin embargo, este predomina en el arte tradicional de Japón.
- Pincel libre o «Xieyi». Es un estilo espontáneo, libre, casi descuidado, que se centra más en los trazos que en la línea. Trata menos la imagen, buscando siempre una composición interesante y bella, dando la impresión de que se trata de arte impresionista.

## Materiales
Para realizar las pinturas orientales, se utilizan unos materiales básicos, que varían muy poco en las distintas culturas de Extremo Oriente. En la cultura china, son casi símbolos, y son llamados "Los 4 tesoros". Consisten en:
- Pincel: Los más antiguos se hacían de materiales como oro, cristal, jade o marfil y a menudo tenían plumas de aves raras; eran extremadamente caros. Por esta razón, es lógico que se les adjudicasen creencias religiosas y filosóficas. Hoy en día, gran parte de esas creencias se han perdido, ya que, al salir el arte oriental de China y expandirse, aparecieron gran variedad de pinceles más baratos que gente de clases más humildes se podía permitir. En la actualidad, se hacen de bambú o plástico, y en Japón de madera de cerezo, con pelo de oveja, lobo, conejo... Y el misticismo cada vez se pierde más.
- Tinta: La forma tradicional de la tinta es en barras de sólidas que a menudo se decoraban con metales y piedras preciosas. En oriente, aunque en muchos países la composición se ha alejado más de su original Chino, siguen decorándose con materiales caros y conservan mucha parte de la simbología de los 4 tesoros
- Tinteros: En caso de utilizar una barra de tinta, se necesita un tintero, que generalmente se hace de piedra. Normalmente es muy simple, por lo que se cree que su misticismo se debe a su ligadura con la tinta, aunque a veces se realizan tallas muy complejas, que representan escenas mitológicas o bestias divinas, como dragones, y convierten los tinteros en un objeto de gran valor
- Papel: El papel es considerado uno de los cuatro tesoros por su utilidad y la necesidad que hay de él, no por sus adornos o decoraciones, ni por su precio o por la clase de la sociedad que pudiera permitírselo; sin embargo, toda esta tradición se ha perdido, hasta el punto en que se duda cual es el cuarto tesoro en realidad.

- Datos: Q6076340